# ナルギス
ナルギス・ダット（Nargis Dutt、1929年6月1日 - 1981年5月3日）は、インドのヒンディー語映画で活動した女優。「ナルギス(Nargis)」の芸名で活動し、ボリウッド史上最高の女優の一人に挙げられている。

## 生涯

### 生い立ち
カルカッタのパンジャーブ・ムスリム家庭に生まれ、「ファーティマー・ラシード(Fatima Rashid)」と名付けられた。父モハンチャンド・ウッタムチャンドはラーワルピンディーのバラモン出身のヒンドゥー教徒だったが、イスラム教に改宗して「アブドゥル・ラシード」に改名している。母ジャッダンバーイーはヒンドゥスターニー音楽の歌手であり、インド映画のパイオニアの一人に挙げられている。ラシード一家はカルカッタからイラーハーバードに移住し、ファーティマーは母の影響を受け映画文化に興味を抱くようになった。

### キャリア
1935年に『Talashe Haq』で「ベイビー・ナルギス」名義で出演する。「ナルギス」はペルシア語で「水仙」を意味する言葉であり、ファーティマーはこれ以降「ナルギス(Nargis)」と名乗るようになった。1943年にメーブーブ・カーンの『Taqdeer』に出演し、1940年代から1950年代にかけて『雨季』『Andaz』『Jogan』『放浪者』『Deedar』『Anhonee』『詐欺師』『Chori Chori』などに出演した。1957年に出演した『インドの母』では演技を絶賛され、フィルムフェア賞 主演女優賞を受賞した。フィルムインディアのバーブラーオ・パテルは同作を「インドで製作された最高の映画」と称賛し、「他の女優たちはナルギスのように役を演じることはできなかっただろう」と批評している。1967年に『Raat Aur Din』への出演を最後に女優を引退する。同作で解離性同一性障害の女性を演じたナルギスは批評家から絶賛され、国家映画賞 主演女優賞を受賞した。彼女は同賞を受賞した最初の女優となった。また、同作ではフィルムフェア賞主演女優賞にもノミネートされている。1980年にインド大統領指定枠のラージヤ・サバー議員に就任するが、1981年に病死したため任期を満了することはできなかった。

### 死去
1980年に膵臓癌が発覚し、ニューヨークのメモリアル・スローン・ケタリング癌センターで治療を受けた。治療後にインドに帰国するが、病状が悪化したためボンベイのブリーチ・キャンディ病院に入院した。1981年5月2日に昏睡状態に陥り、翌3日に死去した。ナルギスの死の4日後に息子サンジャイ・ダットの俳優デビュー作『ロッキー』が公開され、初上映時には彼女のために座席が1席空けられていた。
ナルギスの遺体はマリン・ラインのバダ・カブラスタンに埋葬された。彼女の死から1年後、夫スニール・ダットによってナルギス・ダット記念癌財団が設立された。死因は膵臓癌とされているが、娘ナムラタによると死因は膵臓癌ではなく尿路感染症だったという。これについて息子サンジャイは「免疫力の低下によって感染症を引き起こしやすい状態になっていた」と説明している。

## フィルモグラフィ
- Talashe Haq（1935年）
- Madam Fashion（1936年）
- Taqdeer（1943年）
- Humayun（1945年）
- Bisvi Sadi（1945年）
- Ramayani（1945年）
- Nargis（1946年）
- Mehandi（1947年）
- Mela（1948年）
- Anokha Pyar（1948年）
- Anjuman（1948年）
- 火（英語版）（1948年）
- Roomal（1949年）
- Lahore（1949年）
- Darogaji（1949年）
- 雨季（1949年）
- Andaz（1949年）
- Pyaar（1950年）
- Meena Bazaar（1950年）
- Khel（1950年）
- Jogan（1950年）
- Jan Pahechan（1950年）
- Chhoti Bhabhi（1950年）
- Babul（1950年）
- Aadhi Raat（1950年）
- Saagar（1951年）
- Pyar Ki Baaten（1951年）
- 放浪者（英語版）（1951年）
- Deedar（1951年）
- Hulchul（1951年）
- Sheesha（1952年）
- Bewafa（1952年）
- Ashiana（1952年）
- Anhonee（1952年）
- Amber（1952年）
- Shikast（1953年）
- Paapi（1953年）
- Dhoon（1953年）
- Aah（1953年）
- Angarey（1954年）
- 詐欺師（1955年）
- Jagte Raho（1956年）
- Chori Chori（1956年）
- Journey Beyond Three Seas（1957年）
- インドの母（英語版）（1957年）
- Lajwanti（1958年）
- Ghar Sansar（1958年）
- Adalat（1958年）
- Yaadein（1964年）
- Raat Aur Din（1967年）
- Tosa oneira stous dromous（1968年）

## 人物
ナルギスは『放浪者』『詐欺師』などで共演したラージ・カプールと長年交際関係にあったが、カプールは既婚者で子供がいた。2人の関係は9年間続いたが、カプールが離婚を拒否したため交際関係は解消された。
1958年3月11日にスニール・ダットと結婚した。2人は『インドの母』で共演し、撮影中に起きた火災事故に巻き込まれたナルギスをスニールが救ったことで交際に発展したという逸話がある。ナルギスはスニールと結婚するためにヒンドゥー教に改宗しており、彼女は1男2女（サンジャイ、ナムラタ、プリヤー）を出産した。サンジャイはボリウッドのスター俳優となり、ナムラタは『インドの母』でナルギス、スニールと共演したラジェンドラ・クマールの息子クマール・ガウラヴと結婚し、プリヤーは政治家となりローク・サバー議員を務めた。
ナルギスはスニールと共にアジャンタ芸術文化劇団を結成し、俳優や歌手を集めて国境警備に当たるインド軍の慰問活動を行っていた。同劇団はバングラデシュ独立戦争終戦後に初めてダッカで公演している。また、彼女はインド痙攣症学会の後援者としても活動し、社会活動家としても知られるようになった。

## 評価
2011年にRediff.comはナルギスを「史上最高の女優」に選出し、「スタイル、優雅さ、そしてスクリーン上で存在感を放つ信じられないほどの温かさ、ナルギスはまさに祝福に値する主演女優です」と批評している。M・L・ダワンはトリビューン誌に寄稿し、「ナルギスはほとんどの出演作品で、希望があり神格化できる女性を作り出した。ナルギスのスクリーン・イメージのカリスマ性は、質素と上品の間を容易に移動することができる」と批評した。
1958年にパドマ・シュリー勲章を授与され、同勲章を授与された最初の女優となった。1993年12月30日にナルギスの記念切手が発行され、2001年にはアミターブ・バッチャンと共にヒーロー・ホンダ、スターダスト誌からベスト・アーティスト・ミレニアム賞に選出された。また、国家映画賞にはナルギスの功績を称えるため、彼女の名前を冠したナルギス・ダット賞 国民の融和に関する長編映画賞が存在する。

## ナルギスを演じた女優
- マニーシャ・コイララ：『SANJU サンジュ』（2018年）[27][28]
- ファラーナー・ワジール（英語版）：『マントー（英語版）』（2018年）[29][30]